# Castedat

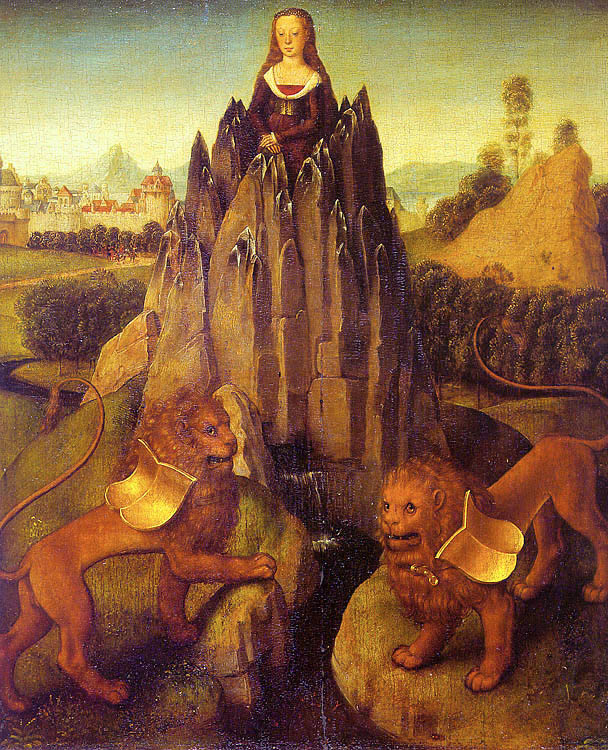
Al·legoria a la Castedat.

La castedat és el comportament voluntari a l'abstinència de plaers i/o actes sexuals, siga per motius religiosos o socials.

## Castedat religiosa

### La castedat vista des del cristianisme

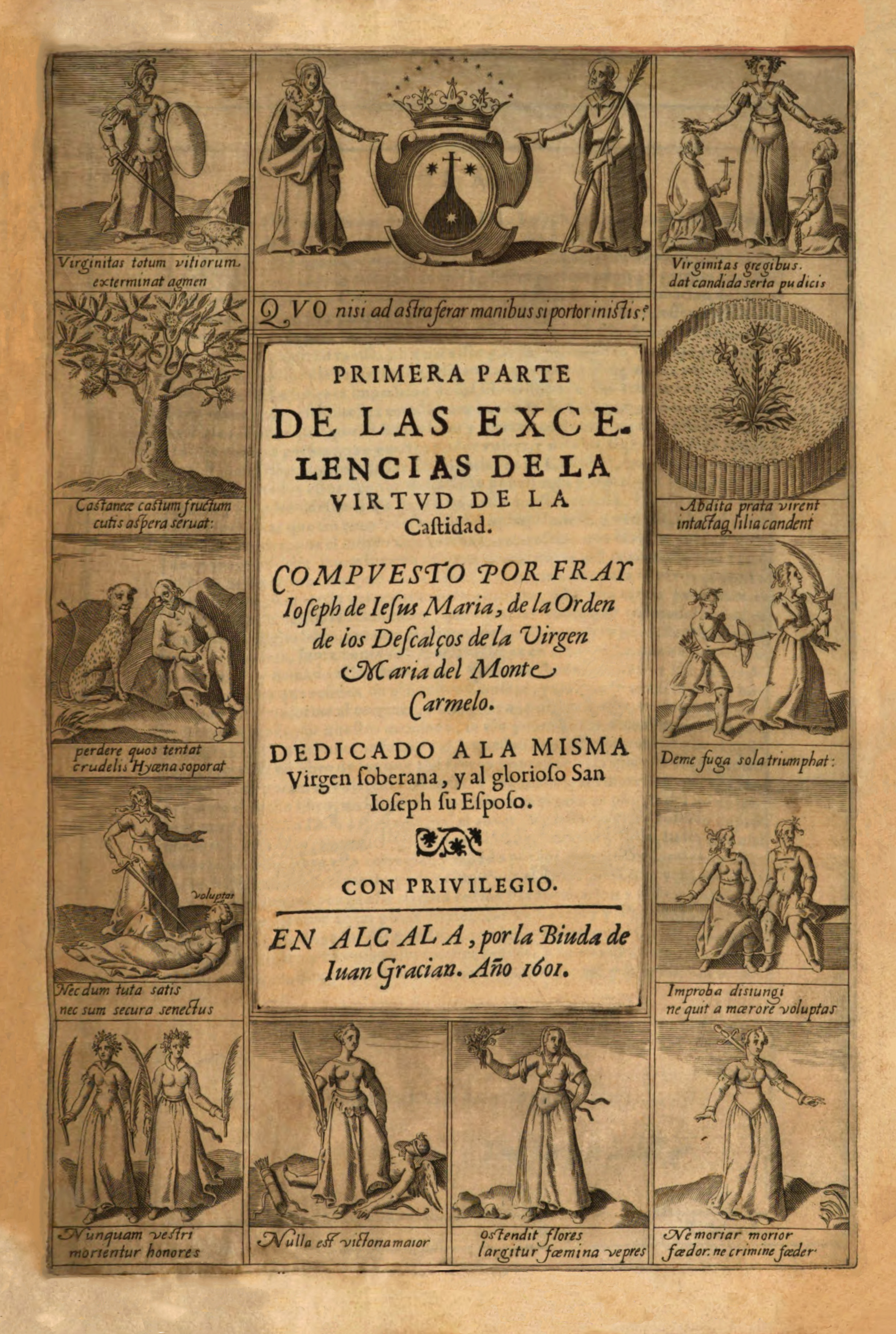
"De las excelencias de la virtud de la Castidad" (José de Jesús María, 1601).

Des del punt de vista de la moral del cristianisme, en les seves distintes denominacions, la castedat és la virtut que governa i modera el desig del plaer sexual segons els principis de la fe i la raó. Per la castedat la persona adquireix domini de la seva sexualitat, tot això per a ser capaç d'integrar-la en una personalitat compatible amb els punts de vista religiosos. Per al cristianisme no és una negació de la sexualitat, sinó un fruit de l'Esperit Sant i consisteix en el domini de si mateix, en la capacitat d'orientar l'instint sexual cap a causes més morals lligades al creixement espiritual i corporal de les persones.
Per al cristianisme la castedat és una virtut necessària en els diferents estats situacionals de la vida, i per a alguns contradictòria:
- Els casats: castedat significa ser fidel.
- Per als no casats que aspiren al matrimoni, la castedat requereix abstenció. Castedat significa abstinència.

La castedat ofereix en el cristianisme una preparació espiritual per al sacerdoci, el matrimoni, la vida religiosa o el celibat. El vot de castedat total és considerat com a obligatori per als ministres consagrats (sacerdots, bisbes, el Papa), així com per als diferents ordes religiosos tant masculins com femenins. No obstant això, aquest vot absolut no és requerit en altres esglésies cristianes, com ara l'església protestant.
Segons la moral cristiana la castedat purifica l'amor i ho eleva ja és la millor forma de comprendre i, sobretot, de valorar l'amor.

#### Els diversos règims de la castedat
Tot cristià és cridat a la castedat. El cristià s'ha "revestit de Crist" (Ga 3, 27), model de tota castedat. Tots els fidels de Crist són cridats a una vida casta segons el seu estat de vida particular. En el moment del seu Baptisme, el cristià es compromet a dirigir la seua afectivitat en la castedat.
Hi ha tres formes de la virtut de la castedat: una dels esposos, una altra de les viudes, la tercera de la virginitat.
En el cristianisme les parelles de nuvis han de practicar la castedat, en aquest cas, l'abstinència sexual. En estos termes, les relacions sexuals són castes només dins del matrimoni.

#### Les ofenses a la castedat
Dins d'esta moral cristiana que exalta la castedat hi ha els elements els quals tenen un paper d'antítesi. Entre altres es poden anomenar: 
- La luxúria, ja que per a l'església és vista com un desig o un gaudi "desordenat" del plaer veneri. Davant de la moral cristiana, el plaer sexual és moralment desordenat quan és buscat per si mateix.
- La masturbació. Es considera un acte antinatura.
- La fornicació vista com a relacions sexuals fora del matrimoni. Per al cristianisme les relacions sexuals han de ser realitzades únicament quan els involucrats siguen casats.
- La pornografia, perquè segons l'església i la moral cristiana "desnaturalitza la finalitat de l'acte sexual".
- La prostitució
- La violació
- L'incest

I altres implicacions no explicitades ací.

#### Castedat cristiana ihomosexualitat
Un nombre apreciable d'homes i dones presenten tendències homosexuals instintives. No trien la seua condició homosexual; esta constituïx per a la majoria d'ells una autèntica prova. La solució que oferix el cristianisme als homosexuals és la de realitzar la voluntat de Déu en la seua vida, és a dir que estos estan cridats a la castedat. Per mitjà de virtuts de domini de si mateix que eduquen la llibertat interior, i a vegades per mitjà del suport d'una amistat desinteressada, de l'oració i la gràcia sacramental, poden i han d'acostar-se gradualment i resoludament a la perfecció cristiana. En concret es pot dir que l'església no rebutja els homosexuals però és necessari per a estar en harmonia amb els designis cristians, principalment dins de l'església catòlica, el no practicar la seua sexualitat.
El debat ha continuat obert des que les esglésies protestants han obert els ministeris a homosexuals. Inclús en països com Noruega, d'una tradició protestant, hi ha ministres d'ambdós sexes els que poden tant de practicar el seu ministeri eclesiàstic tant com la seua orientació sexual sempre que estiguen casats, tot i que encara hi ha certs prejudicis davant de ministres que expressen obertament la seua sexualitat. Així que el debat i la controvèrsia continuen.

### Castedat vista des d'altres religions

#### Islam
Els valors de l'islam són semblants al cristianisme en molts punts, però també hi ha diferències. Per als musulmans la virginitat femenina abans del matrimoni és important. Una dona que no és casta (siga per prostitució, sexe prematrimonial o infidelitat) degrada generalment el seu estatus social. L'homosexualitat és en cert grau tolerada en el cristianisme, però per a l'islam és un acte contra natura. Per això en molts països encara hi ha la pena capital per als que no duguen a terme les regla pròpies de la castedat musulmana.

#### Budisme
El budisme té una visió diferent de la castedat i en general davant de la sexualitat en general. En països budistes com Tailàndia, la prostitució, l'homosexualitat són més tolerades que en el cristianisme. El que podria ser considerada antítesi de la castedat, és a dir la promiscuïtat té una visió distinta. En el budisme no hi ha un déu que castigue, la qual cosa existeix en el judeocristianisme de l'Antic Testament. No vol això dir que els budistes siguen més promiscus, però que actes i accions menys tolerades són vistes amb més naturalitat. La prostitució es veu com una transacció, on una part oferiex un servici o companyia, mentre que l'altra part ofereix un regal, que no necessàriament és diners, però que no és necessàriament una ofensa social.

## Castedat des del punt de vista psicològic
Des del punt de vista psicològic, el ser humà necessita la sexualitat. És una necessitat primària, si bé no tan apressant com l'aliment, el son o l'aigua. Qualsevol persona que nega la seua sexualitat està negant una part de si mateix. Es podria pensar en possibles patologies, com a diverses neurosis o obsessions d'índole sexual. No obstant això, no és quelcom senzill.
Estes són unes de les apreciacions. Però psicològicament també s'ha comprovat per estudis com els de Freud, que diuen que l'home es mou per la recerca d'estats plaents. Més d'altra banda hi ha la visió d'Edmund Williamson que presenta un home que és capaç de patir el dolor, o abstindre's de certs estats plaents momentanis com a mitjà d'aconseguir un fi de satisfacció major. És un canvi de visió. No sols és un immediatisme rotund, l'home és capaç de projectar-se i de sublimar els seus impulsos naturals per altres. Exemple d'això és que una persona pot vetlar-se fent un treball, o deixar de menjar per una xarrada interessant o per una activitat que és requerida. Esta és una visió de la continència des de la psicologia.